# Max Rauther
Theodor Eugen Max Rauther (* 22. September 1879 in Königsberg; † 27. Mai 1951 in Stuttgart) war ein deutscher Zoologe.

## Leben
Max Rauther studierte nach dem Besuch der Realgymnasien in Königsberg und in Charlottenburg ab dem Wintersemester 1998/1999 Naturwissenschaften an der Universität Berlin. Im Sommersemester 1900 wechselte er als Schüler von Ernst Haeckel und Heinrich Ernst Ziegler für 5 Semester an die Universität Jena. Im November 1902 wurde er mit einer Arbeit über den Genitalapparat einiger Nager und Insektivoren promoviert. Anschließend bildete er sich als Assistent an den zoologischen Instituten in Tübingen von Oktober 1902 bis März 1904 bei Friedrich Blochmann und in Gießen von Oktober 1905 bis März 1908 weiter. Im Februar 1906 wurde Rauther unter Johann Wilhelm Spengel habilitiert. 
Rauther wirkte danach als Privatdozent der Zoologie in Jena und Assistent an der Zoologischen Station in Neapel. Von 1914 bis 1918 leistete er Wehrdienst als Kriegsteilnehmer. Am 19. April 1919 wurde er zum Konservator an der Württembergischen Naturaliensammlung zu Stuttgart ernannt. Max Rauther wirkte in der Folgezeit vom 1. April 1925 bis 17. Juni 1946 als deren Direktor sowie ab dem Sommersemester 1925 als Nachfolger von Heinrich Ernst Ziegler als Professor für Zoologie an der TH Stuttgart.
Max Rauther war Mitglied und von 1937 bis 1939 im Vorstand der Deutschen Zoologischen Gesellschaft.

## Schriften
- Über den Genitalapparat einiger Nager und Insektivoren, insbesondere die akzessorischen Genitaldüsen derselben. In: Jenaische Zeitschrift für Naturwissenschaft, 38, 2, Jena 1903, S. 377–472 Digitalisat
- Beiträge zur Kenntnis von Mermis albicans v. Sieb. mit besonderer Berücksichtigung des Haut-Nerven-Muskelsystems. Studien über die Organisation der Nematoden I. In: Zoologische Jahrbücher, Abteilung für Anatomie und Ontogenie der Tiere, 23, 1, Jena 1906, S. 1–76 Digitalisat
- Über den Begriff der Verwandtschaft. Kritische und historische Betrachtungen. In: Zoologische Jahrbücher, Supplement 15, 3, Jena 1912, S. 69–134 Digitalisat